# キジラライ山脈
キジラライ山脈（キジラライさんみゃく、カザフ語: Кызыларай 英語: Kyzylarai Range

）とは、ユーラシア大陸の中央部に存在する小さな山脈の1つである。

## 概要
キジラライ山脈は、カザフ高原（Kazakh Uplands ＝ Kazakh Melkosopochnik）の南部の一部を構成している山塊である。なお、この場所はカザフスタン共和国中央部のカラガンダ州に属している。ところで、ユーラシア大陸のこの付近の地殻は、カザフスタニアと呼ばれる部分に当たる。カザフスタニアの表面は長い期間浸食され続けてきたため比較的平坦となっており、この山脈もそれほど標高の高い山脈ではない。キジラライ山脈で最も標高の高い場所は、アクソラン山（Aksoran Mountain）であり、その山頂の標高ですら1565m程度である。ただし、それでもこの場所はカラガンダ州で最も標高の高い場所、つまりアクソラン山がカラガンダ州における最高峰である

。
ちなみに、キジラライ山脈の南には、カラガンダ州で最大の塩水湖である、バルハシ湖（Lake Balkhash、面積約1万8200km2）が存在している。

## 生息する生物
キジラライ山脈には、マツ、カバ、ハンの混合林が成育している
。
また動物では、例えば、大きなヒツジとして知られるアルガリがこの辺りに生息していることで知られている
。

## 遺跡
キジラライ山脈には、青銅器時代のベガジー・ダンディベイ霊廟遺跡（Begazy Dandybai Mausolea）の1つである、ベガジー墓所群（Begazy burial grounds）が存在する。